# Buganda
Buganda egy királyság a mai Uganda területén. Más néven a ganda nép országaként emlegetik. Buganda a legnagyobb ősi királyság Ugandában; teljes egészében magába foglalja a Központi régiót és a fővárost, Kampalát. Azokat az embereket, akik a királyság területén laknak Ganda embereknek hívják. Ők közel 6 millióan élnek, és ők alkotják Uganda legnagyobb etnikumát is.

Buganda zászlaja

Bugandának terjedelmes történelme van. Kato Kintu volt a birodalom megalapítója az 1400-as évek elején. Fénykorát a 18. és 19. századra érte el, amikor Kelet-Afrika legnagyobb birodalmának számított. Ezt követően azonban gyors hanyatlás következett, mert nem tudta magát megvédeni a brit gyarmatosítókkal szemben, azonban a protektorátus központja lett 1894-ben. Az angol gyarmatosítók a gyarmati területet, a mai Ugandát Bugandáról nevezték el. A hagyományos királyságok közül neki volt a legtöbb autonómiája. Az imperializmus időszaka alatt az ott élő emberek kávé és gyapottermesztéssel foglalkoztak. 
Az 1962-es ugandai függetlenség után az első miniszterelnök, Milton Obote eltörölte a királyságot, megszűntek különleges jogai. Ez az állapot így maradt Obote elnöksége, Idi Amin Dada rémuralma és az azt követő zavaros időszakokban. Miután 1986-ban Yoweri Museveni-féle Nemzeti Ellenállási Mozgalom magához ragadta a hatalmat, fokozatosan nyerte vissza jelentőségét. Hivatalosan 1993-ban lett újra autonóm királyság. Ma Buganda egy autonóm terület Ugandán belül, azonban előfordul, hogy a kormány és a királyság politikusai között konfliktusok alakulnak ki, mert Bugandának beleszólási joga van az ország politikai életébe.
A királyság 1993-as visszaállítása óta Buganda királya (akit itt speciális néven, kabakaként emlegetnek) II. Muwenda Mutebi, Buganda 36. királya.